# Arthur Hinsley

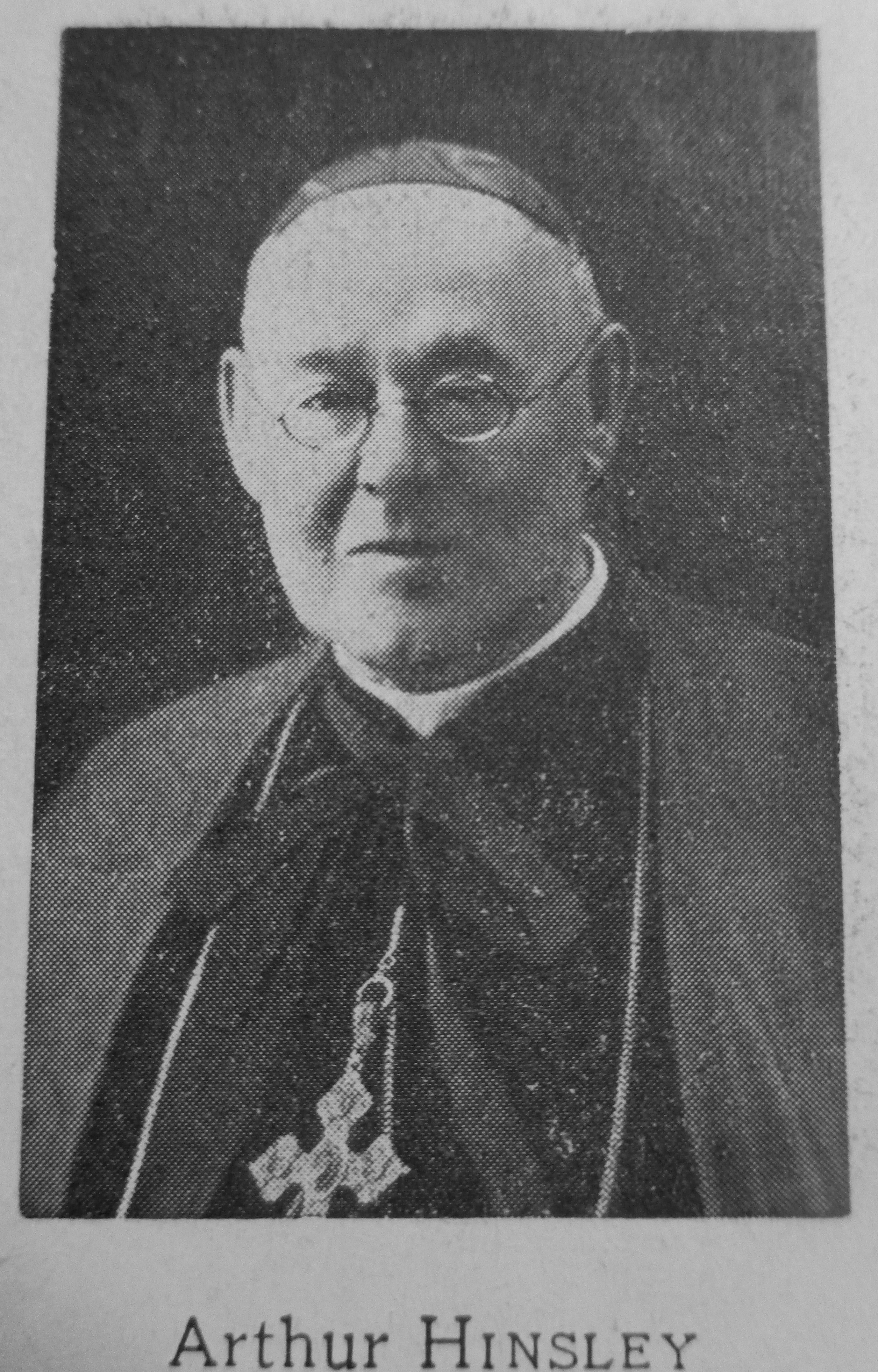
Arthur Kardinal Hinsley (1939)

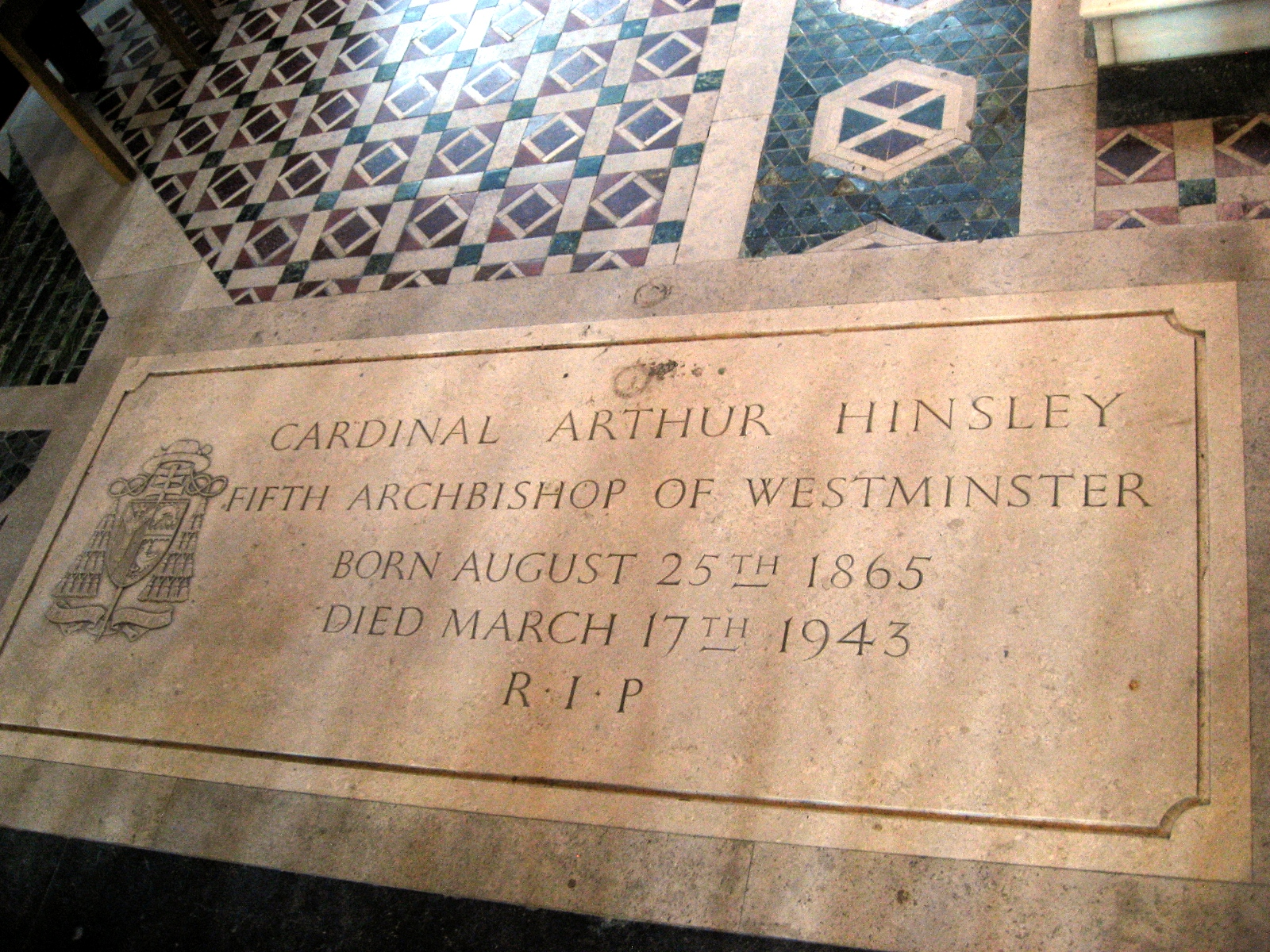
Grab Arthur Hinsleys in der Kathedrale von Westminster

Arthur Kardinal Hinsley (* 25. August 1865 in Selby, North Yorkshire, Vereinigtes Königreich; † 17. März 1943 in Butingford) war Erzbischof von Westminster.

## Leben
Arthur Hinsley studierte in Durham und Rom Katholische Theologie. Er empfing am 23. Dezember 1893 das Sakrament der Priesterweihe und arbeitete anschließend als Dozent in der Priesterausbildung. Von 1917 bis 1930 leitete er als Rektor das Venerable English College in Rom.

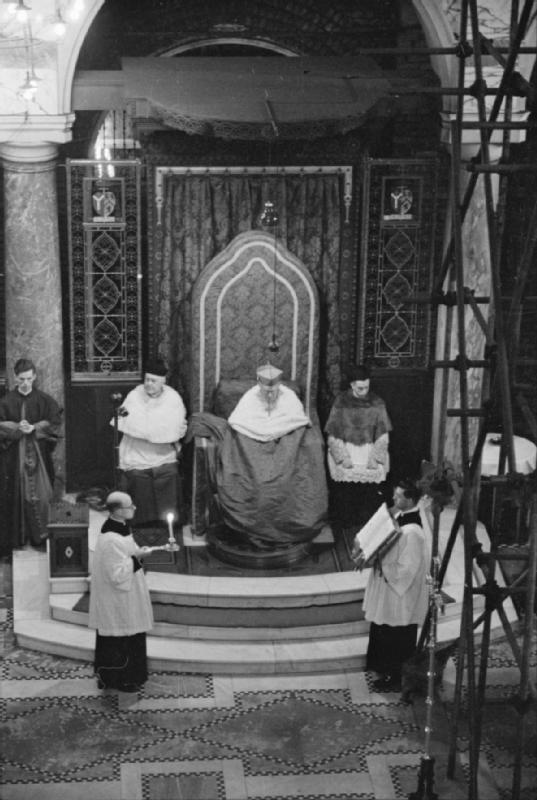
Feierliche Zelebration für die Alliierten in der Westminster-Kathedrale in London mit Erzbischof Kardinal Hinsley in Cappa magna (Mitte), 1941

Papst Pius XI. ernannte ihn 1926 zum Titularbischof von Sebastopolis in Armenia. Die Bischofsweihe empfing Arthur Hinsley durch Kardinal Rafael Merry del Val y Zulueta; Mitkonsekratoren waren Vizegerent Giuseppe Palica und Peter Emmanuel Amigo, Bischof von Southwark. 1927 entsandte der Papst ihn als Apostolischen Visitator nach Britisch Afrika, 1930 ernannte er ihn zum Titularerzbischof von Sardes und Apostolischen Delegaten für die britischen Kolonien in Afrika.
Am 1. April 1935 wurde Arthur Hinsley Erzbischof von Westminster, zwei Jahre darauf nahm Pius XI. ihn im Konsistorium vom 13. Dezember 1937 als Kardinalpriester mit der Titelkirche Santa Susanna in das Kardinalskollegium auf. Arthur Hinsley nahm am Konklave des Jahres 1939 teil.
Während des Spanischen Bürgerkriegs unterstützte Hinsley General Francisco Franco und die rechtsgerichteten Putschisten unter anderem durch Spendenaktionen und gezielte Beeinflussung von kirchlichen Institutionen. Zeit seines Lebens befand sich auf seinem Schreibtisch ein eingerahmtes Bild Francos. Zudem lehnte er es ab, die Bombardierung Guernicas durch die deutsche Legion Condor zu verurteilen. Als 1939 der Bürgerkrieg mit dem Sieg Francos über die demokratisch gewählte republikanische Regierung endete, gratulierte Hinsley ihm in einem persönlichen Brief, in dem er ihn lobpreiste als „the great defender of the true Spain, the country of Catholic principles where Catholic social justice and charity will be applied for the common good under a firm and peace-loving government.“
Hinsley starb am 17. März 1943 in Butingford bei London und wurde in der Kathedrale von Westminster beigesetzt.

## Publikationen
- Lage der Kirchen in Ostafrika. Essay in den Dolomiten, Ausgabe vom 14. August 1929, S. 1.